# Inotropismo
En fisiología, el término inotropismo describe aquella cualidad que respecta a la contractibilidad del músculo. Se dice que existe efecto inotrópico positivo cuando mejora la capacidad de contracción muscular, por el contrario el efecto inotrópico negativo indica disminución de esta capacidad. La palabra inotropismo se aplica con frecuencia al corazón que en realidad es un músculo. En medicina los medicamentos con efecto inotrópico positivo son aquellos que mejoran la contractibilidad del corazón como la digoxina, adrenalina, dopamina y dobutamina.

## Propiedades del corazón
El inotropismo se considera clásicamente como una de las 4 propiedades fundamentales del corazón:
- Inotropismo o capacidad de contracción.
- Cronotropismo, también llamado automatismo.
- Dromotropismo o conductividad.
- Batmotropismo o excitabilidad.

El inotropismo corresponde habitualmente, en condiciones fisiológicas, a un
cambio de concentración de Ca+2 citoplasmático durante la sístole ventricular. Los
cambios del inotropismo implican cambios en el grado de activación del sistema
contráctil.
El grado de activación de la fibra muscular cardiaca depende de 2 factores
principales, estos son:
• Concentración de Ca+2 citoplasmático.
• Afinidad de la troponina C por Ca+2.
El inotropismo depende de cuántos puentes puedan formarse, lo que a su vez
depende de:
• Precarga: Mientras más se llene el ventrículo dentro del rango fisiológico, más
puentes se podrán formar, y, para la misma postcarga, habrá un mayor volumen
expulsivo.
• Grado de activación del sistema contráctil: No solo depende de la afinidad de la
troponina C por Ca+2, sino que también depende de la concentración de Ca+2 libre
en el citoplasma.